# 野澤啓佑
野澤 啓佑（のざわ けいすけ、1991年6月7日 - ）は、山梨県南アルプス市出身の陸上競技選手。専門は400mハードル。自己ベストは日本歴代6位の48秒62。2016年リオデジャネイロオリンピックのセミファイナリストである。ミズノトラッククラブ所属。

## 経歴
山梨県南アルプス市出身。血液型はA型。

### 小中学生時代
陸上競技との出会いは小学6年生の時に出場した陸上大会だったが、陸上競技を始めたのは南アルプス市立甲西中学校に進学して陸上部に入ってからだった。当初はサッカー部に入部しようと考えていたが、迷った末に陸上部に入部。110mハードルをメインとし、県総体で2位となり関東大会にも出場したが、中学でのベストは16秒をやっと切るくらい、100mは12秒7くらいだった。そのため、高校に進学しても陸上を続けるか悩んだが、中学の顧問と話すうちに高校でも陸上を続けることを決意した。なお、中学時代は駅伝でも関東大会に出場している。

### 高校生時代
山梨県立巨摩高等学校の陸上競技部顧問に誘われ、同校に進学。1年時は中学に続いて110mハードルをメインとしていたが、2年時に顧問の「やってみろ！」の一声で背中を押され、以前から興味を持っていた400mハードルを始めた。初めてのレースは55秒50くらいだったが、その後はタイムを伸ばし続けると、日本ユース選手権400mハードルでは初の全国大会ながら52秒08の自己ベスト（当時）で2位に入った。3年時はインターハイ400mハードルに出場するも準決勝で敗退したが、国民体育大会400mハードルでは1年ぶりの自己ベスト（当時）となる51秒35で3位に入った。なお、国民体育大会後には山梨県高校駅伝の2区（3km）を走り、区間5位の成績を残した。

### 大学生時代

#### 2010年
- 4月、スポーツ推薦で早稲田大学のスポーツ科学部に進学[5]。
- 10月17日、日本ジュニア選手権400mハードル決勝で52秒24をマークして3位に入り、1年ぶりに全国大会の表彰台に上った。

#### 2011年
- 10月7日、国民体育大会400mハードル予選を自身初の50秒台となる50秒98で突破。翌日の決勝では予選のタイムを更に縮める50秒32で3位に入り、シニアの全国大会で初の表彰台に上った[6]。

#### 2012年
- 4月20日、初の海外レースとなったマウント・サック・リレー400mハードルで50秒16の自己ベスト（当時）をマーク。環境の違う海外で自己ベストを出せたのが自信となり、その後の飛躍に繋がった[5]。
- 5月3日、静岡国際400mハードルで50秒00の自己ベスト（当時）をマーク。それまでの自己ベスト50秒32を大幅に更新し、49秒台に肉薄した[7]。
- 5月20日、関東インカレ400mハードル決勝で自身初の49秒台となる49秒84をマークして3位に入ると、4×400mリレー決勝ではアンカーを務めて優勝し（タイムは3分08秒64）、この種目では27年ぶりとなる早稲田大学の優勝に貢献した[8]。
- 6月8日、日本選手権400mハードル予選でロンドンオリンピックの参加B標準記録（49秒80）突破となる49秒64をマークし、早稲田大学記録を30年ぶりに塗り替える好タイム（全体1位）で準決勝に進出した。翌日の準決勝では更に記録を縮め、ロンドンオリンピックの参加A標準記録（49秒50）に迫る49秒53をマークして決勝に進出したが、決勝では49秒96とタイムを落として6位に終わり、ロンドンオリンピック日本代表の座を逃した[9][10]。
- 6月16日、日本体育大学競技会の800mで山梨県記録となる1分49秒41をマークした[11]。
- 6月24日、日本学生個人選手権400mハードル決勝を大会記録となる49秒70で制し、初の全国タイトルを獲得した[12]。
- 9月11日、日本インカレ400mハードル準決勝を自己ベスト（当時）の49秒49で突破すると、日本選手権入賞者が4人揃った翌日の決勝を49秒59で制し、初の日本インカレタイトルを獲得した。4×400mリレー決勝でもアンカーを務めて優勝に貢献し（タイムは3分05秒75）、400mハードルとの2冠を達成した[13]。
- 10月5日、国民体育大会400mハードル予選を自己ベストタイ（当時）の49秒49で突破するも、翌日の決勝は49秒60の2位で初優勝を逃した。7日の800m決勝では1分49秒46をマークして3位に入り、この種目初の全国大会出場ながら表彰台に上った[14]。
- 10月14日、実業団・学生対抗400mハードルで日本学生歴代10位の記録となる49秒15をマークし、今シーズンの目標としていた49秒20を突破した[14]。
- 冬季に左踝下の腱鞘炎を悪化、座骨神経痛を発症のため、しばらくは痛みが続くなど苦しんだ[15][16]。

#### 2013年
- 5月26日、関東インカレ400mハードル決勝を50秒29で制し、初優勝を成し遂げた[17]。
- 6月9日、日本選手権400mハードル決勝で49秒86の4位に終わり、モスクワ世界選手権の参加A標準記録（49秒40）を突破していながら0秒29差でモスクワ世界選手権日本代表の座を逃した[18]。
- 7月、カザンで開催されたユニバーシアードに出場すると、10日の400mハードル決勝は50秒15で6位、12日の4×400mリレー決勝は2走を務めて3分06秒58の5位に貢献するなど、腰を痛めている中で両種目入賞を果たした[19]。
- 9月8日、日本インカレ400mハードル決勝を49秒94で制して2連覇を達成したが、アンカーを務めた4×400mリレーは3分07秒06の2位に終わり、2連覇と大会2冠を逃した[20]。
- 10月、天津市で開催された東アジア大会でシニアの日の丸を背負うと、7日の400mハードルは50秒61をマークして3位、9日の4×400mリレーはアンカーを務めて2位に貢献し（タイムは3分07秒32）、両種目でメダルを獲得した。

### 社会人時代

#### 2014年
- 4月、ミズノに入社し、ミズノトラッククラブに加入[21]。
- 6月7日、日本選手権400mハードル予選で50秒26（2014年のシーズンベスト）をマークして決勝に進出するも、翌日の決勝は50秒41の7位に終わった。
- 10月11日、全日本実業団選手権400mハードル決勝は50秒29で3位に終わり、社会人になって初の全国タイトルは逃した[22]。しかし、12日の4×400mリレー決勝は1走を務めて優勝に貢献し（優勝タイムは3分07秒53）、リレー種目ながら社会人になって初の全国タイトルを獲得した[23]。

#### 2015年
- 6月27日、日本選手権400mハードル予選でシーズンベスト（当時）の49秒76をマーク。北京世界選手権の参加標準記録（49秒50）に0秒26差と迫るタイムで決勝に進出したが、翌日の決勝は50秒72で5位に終わった[24]。
- 9月26日、全日本実業団選手権400mハードル予選で3年ぶりの自己ベスト（当時）となる49秒08をマークすると、決勝は49秒28とタイムを落としたものの予選に続いてリオデジャネイロオリンピックの参加標準記録（49秒40）を突破して優勝し、社会人になって400mハードルの全国タイトルを初めて獲得した[25]。27日の4×400mリレー決勝では3走を務めて2連覇に貢献し（優勝タイムは3分07秒36）、大会2冠を達成した[26]。
- 10月5日、国民体育大会400mハードル決勝を49秒58で制して初優勝を成し遂げた[27]。

#### 2016年
- 4月1日、オーストラリア選手権400mハードル予選で49秒27をマークし、3月19日の薩摩川内市春季大会（49秒26）に続いて今季2度目となるリオデジャネイロオリンピックの参加標準記録突破を果たした[28]。3日の決勝ではインターバル13歩に初挑戦したが、49秒43と予選よりもタイムを落とした[4]。
- 5月3日、静岡国際400mハードルで49秒07の自己ベスト（当時）をマーク。昨年9月にマークした自己ベストを0秒01更新し、48秒台に迫るタイムで優勝を飾った[29]。
- 5月9日、ゴールデングランプリ川崎400mハードルで日本歴代9位（当時）の記録となる48秒67をマーク。日本人選手では2012年の岸本鷹幸以来となる48秒台を達成すると共に、リオデジャネイロオリンピックの派遣設定記録（48秒74）を突破して優勝した[30]。
- 5月22日、東日本実業団選手権400mハードル決勝で自己ベストに0秒02差と迫る48秒69をマーク。今季2度目の48秒台をマークすると共に、リオデジャネイロオリンピックの派遣設定記録を再度突破した[31]。
- 6月24日、日本選手権400mハードル予選で3度目の48秒台となる48秒82をマークすると、準決勝は49秒22、25日の決勝は49秒14とタイムを落としたものの、全てのラウンドでリオデジャネイロオリンピックの参加標準記録を突破。決勝では前回大会覇者の松下祐樹を0秒17差で抑えて初優勝を果たし、リオデジャネイロオリンピック日本代表に決定した[32]。
- 7月18日、セーケシュフェヘールヴァールで開催されたジュライ・イシュトヴァーン記念400mハードルに出場すると、従来の大会記録（49秒89）を大幅に更新する49秒26をマークし、2位のルイス・J・ヴァンジルに0秒52差をつけ圧勝。2011年大邱世界選手権銅メダリストのルイス・J・ヴァンジル（自己ベスト47秒66）、2013年モスクワ世界選手権金メダリストのジェヒュー・ゴードン（自己ベスト47秒69）、2015年北京世界選手権銅メダリストのジェフリー・ギブソン（英語版）（自己ベスト48秒17）などの選手を抑えて優勝し、自信につなげた[33][34]。
- 8月、リオデジャネイロで開催されたオリンピックでシニアの世界大会デビューを果たした。今季世界ランク6位（48秒67）で400mハードルに出場すると、15日の予選で日本歴代6位の記録となる48秒62をマーク。自己ベストを0秒05更新して組1着（全体6位）に入り、日本勢では2004年アテネ大会の為末大以来、3大会ぶりに準決勝へ進出した[35]。迎えた16日の準決勝は、9台目のハードルを跳び越えた時点では準決勝に着順で進出できる2着だったが、課題の後半で失速。10台目の最後のハードルに足をぶつけたこともあり、49秒20と予選よりもタイムを落として組6着に終わり、この種目で日本勢初の決勝進出を逃した[36]。

#### 2017年
- 4月、今季2戦目となった2日のオーストラリア選手権400mハードルで50秒25の2位に入ったが、その後に右踵に痛みを発症。2週間ほとんど走れない日が続き、その後出場した15日のマウントサックリレーの400mハードルは自己ベストには程遠い51秒87に終わった。今回の怪我は足底筋膜炎と診断された[37]。
- 6月23日、出場予定だった5月の日本グランプリシリーズには出場せず、日本選手権400mハードル予選に臨んだが、結果は50秒14の組2着で決勝進出を逃した。

## 人物・エピソード
- 中学での最初の大会は100mと走幅跳と砲丸投に出場したが（専門種目が決まっていない1年生はこの3種目に出場）、砲丸投で女子に負けてしまった。このことはとても印象に残っているという[1]。
- 姉と双子の弟を持つ（3人兄弟）。弟とは顔が似ているため、高校時代には兄の応援をしに競技場にやってきた弟のことをチームメイトが本人と間違えたこともあったという[1]。また、弟とは中学時代に駅伝のタスキを渡したこともあるという[4]。
- 自他共に認める顔の小ささを誇る。街中などで知らない人からも「顔が小さい」と言われるため、1日に言われた回数を数えることもあった。また、その顔立ちからハーフとも間違えられる[1]。

## 自己ベスト
- 記録欄の（　）内の数字は風速（m/s）で、+は追い風、-は向かい風を意味する。

| 種目         | 記録          | 年月日        | 場所             | 備考        |
| ------------ | ------------- | ------------- | ---------------- | ----------- |
| 100m         | 11秒06 (-0.6) | 2013年9月22日 | 所沢市           |             |
| 400m         | 47秒01        | 2012年9月23日 | 西宮市           |             |
| 800m         | 1分49秒41     | 2012年6月16日 | 横浜市           | 山梨県記録  |
| 110mハードル | 14秒71 (+1.1) | 2013年9月22日 | 所沢市           |             |
| 400mハードル | 48秒62        | 2016年8月15日 | リオデジャネイロ | 日本歴代6位 |

## 主な成績
- 備考欄の記録は当時のもの

### 国際大会
| 年   | 大会                  | 場所             | 種目    | 結果   | 記録            | 備考                    |
| ---- | --------------------- | ---------------- | ------- | ------ | --------------- | ----------------------- |
| 2013 | ユニバーシアード (en) | カザン           | 400mH   | 6位    | 50秒15          |                         |
| 2013 | ユニバーシアード (en) | カザン           | 4x400mR | 5位    | 3分06秒58 (2走) |                         |
| 2013 | 東アジア大会 (en)     | 天津市           | 400mH   | 3位    | 50秒61          |                         |
| 2013 | 東アジア大会 (en)     | 天津市           | 4x400mR | 2位    | 3分07秒32 (4走) |                         |
| 2016 | オリンピック          | リオデジャネイロ | 400mH   | 準決勝 | 49秒20          | 予選48秒62：日本歴代6位 |

### 日本選手権
- 4x400mRは日本選手権リレーの成績

| 年   | 大会    | 場所     | 種目    | 結果 | 記録            | 備考                                 |
| ---- | ------- | -------- | ------- | ---- | --------------- | ------------------------------------ |
| 2012 | 第96回  | 大阪市   | 400mH   | 6位  | 49秒96          | 予選49秒64・準決勝49秒53：自己ベスト |
| 2012 | 第96回  | 横浜市   | 4x400mR | 優勝 | 3分07秒08 (4走) |                                      |
| 2013 | 第97回  | 調布市   | 400mH   | 4位  | 49秒86          |                                      |
| 2013 | 第97回  | 横浜市   | 4x400mR | 優勝 | 3分08秒64 (3走) |                                      |
| 2014 | 第98回  | 福島市   | 400mH   | 7位  | 50秒41          |                                      |
| 2015 | 第99回  | 新潟市   | 400mH   | 5位  | 50秒72          |                                      |
| 2016 | 第100回 | 名古屋市 | 400mH   | 優勝 | 49秒14          | 予選48秒82                           |
| 2017 | 第101回 | 大阪市   | 400mH   | 予選 | 50秒14          |                                      |

### その他
- 主要大会を記載

| 年         | 大会                                                | 場所                         | 種目       | 結果       | 記録            | 備考                              |
| 高校生時代 | 高校生時代                                          | 高校生時代                   | 高校生時代 | 高校生時代 | 高校生時代      | 高校生時代                        |
| ---------- | --------------------------------------------------- | ---------------------------- | ---------- | ---------- | --------------- | --------------------------------- |
| 2008       | 日本ユース選手権                                    | 鳥取市                       | 400mH      | 2位        | 52秒08          | 自己ベスト                        |
| 2009       | インターハイ                                        | 奈良市                       | 400mH      | 準決勝     | 52秒90          |                                   |
| 2009       | 国民体育大会                                        | 新潟市                       | 400mH      | 3位        | 51秒35          | 自己ベスト                        |
| 2009       | 国民体育大会                                        | 新潟市                       | 4x100mR    | 準決勝     | 42秒92 (3走)    |                                   |
| 2009       | 日本ジュニア選手権                                  | 甲府市                       | 400mH      | 予選       | 52秒68          |                                   |
| 大学生時代 |                                                     |                              |            |            |                 |                                   |
| 2010       | 関東インカレ (1部)                                  | 東京都                       | 400mH      | 予選       | 52秒96          |                                   |
| 2010       | 日本学生個人選手権                                  | 平塚市                       | 400mH      | 6位        | 52秒76          |                                   |
| 2010       | 日本インカレ                                        | 東京都                       | 400mH      | 予選       | 52秒37          |                                   |
| 2010       | 日本ジュニア選手権                                  | 名古屋市                     | 400mH      | 3位        | 52秒24          |                                   |
| 2011       | 関東インカレ (1部)                                  | 東京都                       | 400mH      | 5位        | 51秒37          |                                   |
| 2011       | 関東インカレ (1部)                                  | 東京都                       | 4x400mR    | 3位        | 3分12秒60 (3走) |                                   |
| 2011       | 日本学生個人選手権                                  | 平塚市                       | 400mH      | 4位        | 51秒06          | 自己ベスト                        |
| 2011       | サマー・ゲームス                                    | 東京都                       | 400mH      | 7位        | 51秒56          |                                   |
| 2011       | 日本インカレ                                        | 熊本市                       | 400mH      | 予選       | 51秒31          |                                   |
| 2011       | 国民体育大会                                        | 山口市                       | 400mH      | 3位        | 50秒32          | 自己ベスト 予選50秒98：初の50秒台 |
| 2012       | マウント・サック・リレー                            | ウォルナット                 | 400mH      | 4位        | 50秒16          | 自己ベスト                        |
| 2012       | 静岡国際                                            | 袋井市                       | 400mH      | 4位        | 50秒00          | 自己ベスト                        |
| 2012       | 関東インカレ (1部)                                  | 東京都                       | 400mH      | 3位        | 49秒84          | 自己ベスト：初の49秒台            |
| 2012       | 関東インカレ (1部)                                  | 東京都                       | 4x400mR    | 優勝       | 3分08秒64 (4走) |                                   |
| 2012       | 日本学生個人選手権                                  | 平塚市                       | 400mH      | 優勝       | 49秒70          | 大会記録                          |
| 2012       | 日本インカレ                                        | 東京都                       | 400mH      | 優勝       | 49秒59          | 準決勝49秒49：自己ベスト          |
| 2012       | 日本インカレ                                        | 東京都                       | 4x400mR    | 優勝       | 3分05秒75 (4走) |                                   |
| 2012       | 国民体育大会                                        | 岐阜市                       | 800m       | 3位        | 1分49秒46       |                                   |
| 2012       | 国民体育大会                                        | 岐阜市                       | 400mH      | 2位        | 49秒60          |                                   |
| 2012       | 実業団・学生対抗                                    | 小田原市                     | 400mH      | 2位        | 49秒15          | 日本学生歴代10位                  |
| 2013       | マウント・サック・リレー                            | ウォルナット                 | 400m       | 7位        | 47秒84          |                                   |
| 2013       | マウント・サック・リレー                            | ウォルナット                 | 400mH      | 3位        | 50秒25          |                                   |
| 2013       | 静岡国際                                            | 袋井市                       | 400mH      | 決勝       | 50秒73          |                                   |
| 2013       | 関東インカレ (1部)                                  | 東京都 横浜市                | 400m       | 予選       | 48秒24          |                                   |
| 2013       | 関東インカレ (1部)                                  | 東京都 横浜市                | 400mH      | 優勝       | 50秒29          |                                   |
| 2013       | 関東インカレ (1部)                                  | 東京都 横浜市                | 4x400mR    | 3位        | 3分07秒07 (4走) |                                   |
| 2013       | トワイライト・ゲームス                              | 東京都                       | 400mH      | 優勝       | 49秒92          |                                   |
| 2013       | トワイライト・ゲームス                              | 東京都                       | 4x400mR    | 優勝       | 3分07秒13 (2走) |                                   |
| 2013       | 日本インカレ                                        | 東京都                       | 400mH      | 優勝       | 49秒94          |                                   |
| 2013       | 日本インカレ                                        | 東京都                       | 4x400mR    | 2位        | 3分07秒06 (4走) |                                   |
| 2013       | 国民体育大会                                        | 調布市                       | 400mH      | 6位        | 50秒29          |                                   |
| 社会人時代 |                                                     |                              |            |            |                 |                                   |
| 2014       | 静岡国際                                            | 袋井市                       | 400mH      | 決勝       | 50秒89          |                                   |
| 2014       | 木南記念                                            | 大阪市                       | 400mH      | 6位        | 1分02秒14       |                                   |
| 2014       | 東日本実業団選手権                                  | 福島市                       | 400mH      | 4位        | 50秒75          |                                   |
| 2014       | Spitzen Leichtathletik Luzern                       | ルツェルン                   | 400mH      | Bﾚｰｽ4位    | 51秒57          |                                   |
| 2014       | ナイトオブアスレチックス                            | ヒュースデン＝ゾルダー       | 400m       | 7位        | 48秒04          |                                   |
| 2014       | 実業団・学生対抗                                    | 小田原市                     | 400m       | 6位        | 48秒94          |                                   |
| 2014       | 全日本実業団選手権                                  | 山口市                       | 400mH      | 3位        | 50秒29          |                                   |
| 2014       | 全日本実業団選手権                                  | 山口市                       | 4x400mR    | 優勝       | 3分07秒53 (1走) |                                   |
| 2014       | 国民体育大会                                        | 諫早市                       | 400mH      | 8位        | 51秒41          |                                   |
| 2015       | 木南記念                                            | 大阪市                       | 400mH      | 優勝       | 50秒45          |                                   |
| 2015       | 東日本実業団選手権                                  | 熊谷市                       | 400m       | 5位        | 47秒98          |                                   |
| 2015       | 東日本実業団選手権                                  | 熊谷市                       | 400mH      | 3位        | 50秒17          |                                   |
| 2015       | オールスターナイト陸上                              | 平塚市                       | 400mH      | 2位        | 49秒84          |                                   |
| 2015       | 全日本実業団選手権                                  | 岐阜市                       | 400mH      | 優勝       | 49秒28          | 予選49秒08：自己ベスト            |
| 2015       | 全日本実業団選手権                                  | 岐阜市                       | 4x400mR    | 優勝       | 3分07秒36 (3走) |                                   |
| 2015       | 国民体育大会                                        | 和歌山市                     | 400mH      | 優勝       | 49秒58          |                                   |
| 2016       | オーストラリア選手権                                | シドニー                     | 400mH      | 優勝       | 49秒43          |                                   |
| 2016       | 静岡国際                                            | 袋井市                       | 400mH      | 優勝       | 49秒07          | 自己ベスト                        |
| 2016       | ゴールデングランプリ川崎                            | 川崎市                       | 400mH      | 優勝       | 48秒67          | 日本歴代9位：初の48秒台           |
| 2016       | 東日本実業団選手権                                  | 熊谷市                       | 400mH      | 優勝       | 48秒69          | 大会記録                          |
| 2016       | ジュライ・イシュトヴァーン記念                      | セーケシュフェヘールヴァール | 400mH      | 優勝       | 49秒26          | 大会記録                          |
| 2016       | ダイヤモンドリーグ （ヴェルトクラッセチューリッヒ） | チューリッヒ                 | 400mH      | 7位        | 49秒42          |                                   |
| 2016       | 全日本実業団選手権                                  | 大阪市                       | 400mH      | 優勝       | 49秒21          |                                   |
| 2016       | 全日本実業団選手権                                  | 大阪市                       | 4x400mR    | 優勝       | 3分04秒51 (4走) | 大会記録                          |
| 2016       | 国民体育大会                                        | 北上市                       | 400mH      | 4位        | 50秒57          |                                   |
| 2017       | オーストラリア選手権                                | シドニー                     | 400mH      | 2位        | 50秒25          |                                   |
| 2017       | マウント・サック・リレー                            | トーランス                   | 400mH      | 決勝       | 51秒78          |                                   |
| 2017       | 南部記念                                            | 札幌市                       | 400mH      | 6位        | 50秒68          |                                   |
| 2017       | 全日本実業団選手権                                  | 大阪市                       | 400mH      | 7位        | 50秒78          |                                   |
| 2017       | 全日本実業団選手権                                  | 大阪市                       | 4x100mR    | 決勝       | DQ (3走)        | オーバーゾーン (3-4走)            |
| 2017       | 全日本実業団選手権                                  | 大阪市                       | 4x400mR    | 優勝       | 3分08秒82 (4走) |                                   |
| 2017       | 国民体育大会                                        | 松山市                       | 400mH      | 8位        | 51秒37          |                                   |
| 2018       | ゴールデングランプリ大阪                            | 大阪市                       | 400mH      | 6位        | 50秒54          |                                   |